# Italiaanse kampioenschappen schaatsen allround 1996
De Italiaanse kampioenschappen schaatsen allround 1996 werden op 6 en 7 januari 1996 gehouden in Baselga di Pinè.
Sprinter Ermanno Ioriatti pakte bij deze editie zijn eerste en enige allroundtitel bij de mannen, bij de vrouwen won Elena Belci-Dal Farra voor de dertiende maal.

## Uitslagen

### 500 meter vrouwen
| rang   | schaatsster       | tijd  |
| ------ | ----------------- | ----- |
| Goud   | Chiara Simionato  | 43,92 |
| Zilver | Nicola Mayr       | 44,25 |
| Brons  | Consuela Martello | 44,60 |

### 500 meter mannen
| rang   | schaatser        | tijd  |
| ------ | ---------------- | ----- |
| Goud   | Davide Carta     | 38,63 |
| Zilver | Ermanno Ioriatti | 38,93 |
| Brons  | Dino Gillarduzzi | 39,20 |
| 4      | Roberto Sighel   | 39,36 |

### 3000 meter vrouwen
| rang   | schaatsster           | tijd    |
| ------ | --------------------- | ------- |
| Goud   | Elena Belci-Dal Farra | 4.34,47 |
| Zilver | Elisabetta Pizio      | 4.47,15 |
| Brons  | Chiara Simionato      | 4.48,87 |

### 5000 meter mannen
| rang   | schaatser        | tijd    |
| ------ | ---------------- | ------- |
| Goud   | Roberto Sighel   | 7.14,36 |
| Zilver | Davide Carta     | 7.28,80 |
| Brons  | Ermanno Ioriatti | 7.30,38 |

### 1500 meter vrouwen
| rang   | schaatsster           | tijd    |
| ------ | --------------------- | ------- |
| Goud   | Elena Belci-Dal Farra | 2.10,22 |
| Zilver | Chiara Simionato      | 2.13,59 |
| Brons  | Elisabetta Pizio      | 2.15,84 |

### 1500 meter mannen
| rang   | schaatser        | tijd    |
| ------ | ---------------- | ------- |
| Goud   | Roberto Sighel   | 1.58,07 |
| Zilver | Ermanno Ioriatti | 1.59,00 |
| Brons  | Davide Carta     | 1.59,61 |

### 5000 meter vrouwen
| rang   | schaatsster           | tijd    |
| ------ | --------------------- | ------- |
| Goud   | Elena Belci-Dal Farra | 8.46,18 |
| Zilver | Elisabetta Pizio      | 8.57,08 |
| Brons  | Francesca Uez         | 9.28,09 |

### 10.000 meter mannen
| rang   | schaatser          | tijd     |
| ------ | ------------------ | -------- |
| Goud   | Ermanno Ioriatti   | 16.07,34 |
| Zilver | Dino Gillarduzzi   | 16.27,89 |
| Brons  | Maurizio de Monte  | 16.35,93 |
| 4      | Stefano Donagrandi | 16.44,35 |

## Eindklassement

### Vrouwen
| rang   | schaatsster           | 500m | 3000m | 1500m | 5000m | punten  |
| ------ | --------------------- | ---- | ----- | ----- | ----- | ------- |
| Goud   | Elena Belci-Dal Farra | 4    | 1     | 1     | 1     | 186,469 |
| Zilver | Elisabetta Pizio      | 6    | 2     | 3     | 2     | 192,006 |
| Brons  | Chiara Simionato      | 1    | 3     | 2     | 4     | 194,052 |
| 4      | Francesca Uez         | 5    | 4     | 4     | 3     | 197,842 |
| 5      | Nicola Mayr           | 2    | 5     | 5     | -     | 143,907 |
| NC     | Consuela Martello     | 3    | NS    | -     | -     | 0,000   |

### Mannen
| rang   | schaatser          | 500m | 5000m | 1500m | 10.000m | punten  |
| ------ | ------------------ | ---- | ----- | ----- | ------- | ------- |
| Goud   | Ermanno Ioriatti   | 2    | 3     | 2     | 1       | 172,001 |
| Zilver | Roberto Sighel     | 4    | 1     | 1     | 5       | 172,850 |
| Brons  | Dino Gillarduzzi   | 3    | 5     | 4     | 2       | 174,355 |
| 4      | Stefano Donagrandi | 5    | 6     | 5     | 4       | 177,090 |
| 5      | Maurizio de Monte  | 6    | 4     | 6     | 3       | 177,626 |
| 6      | Davide Carta       | 1    | 2     | 3     | 8       | 177,692 |
| 7      | Matteo Gandini     | 7    | 7     | 7     | 6       | 185,127 |
| 8      | Paolo de Mattè     | 8    | 10    | 9     | 7       | 188,051 |
| 9      | Fabrizio Fedel     | 9    | 11    | 8     | -       | 136,847 |
| 10     | Massimo Tomasi     | 10   | 9     | 10    | -       | 136,923 |

Baselga di Pinè 1996 · 
Collalbo 1997 · 
Baselga di Pinè 1998 · 
Collalbo 1999 · 
Baselga di Pinè 2000 · 
Collalbo 2001 · 
Baselga di Pinè 2002 · 
Collalbo 2003 · 
Baselga di Pinè 2004 · 
Collalbo 2005 · 
Baselga di Pinè 2006 · 
Baselga di Pinè 2007 · 
Baselga di Pinè 2008 ·
Baselga di Pinè 2009 ·
Baselga di Pinè 2010 ·
Collalbo 2011